# Museo del Oro de Asturias
El Museo del Oro de Asturias (en asturiano, Muséu del Oru d'Asturies) está situado en la localidad de Navelgas en el concejo de Tineo.
El museo está ubicado en La Casona Capalleja, en la localidad de Navelgas, localidad en la que se viene extrayendo oro desde época de los romanos. 

## Exposición
El museo, como su nombre indica, está dedicado al oro, tanto como a su extracción y su uso.
La visita comienza con una explicación del mineral en sí, uso, utilidades, propiedades físicas y su estado en la naturaleza. Se muestra, asimismo, la producción y zonas de extracción mundial del mineral.
Seguimos la visita viendo otra parte importante, como es el uso que le ha dado el ser humano dentro de la civilización, es decir, el uso por parte de las diferentes civilizaciones del oro como elemento de riqueza, simbolismo y adorno.

Continuando la visita, se hace una reseña indicando la importancia del oro dentro de la historia de la humanidad. La cronología histórica va desde el Neolítico hasta el presente. En esta muestra se exhiben las diferentes fiebres del oro, como la ocurrida en California.

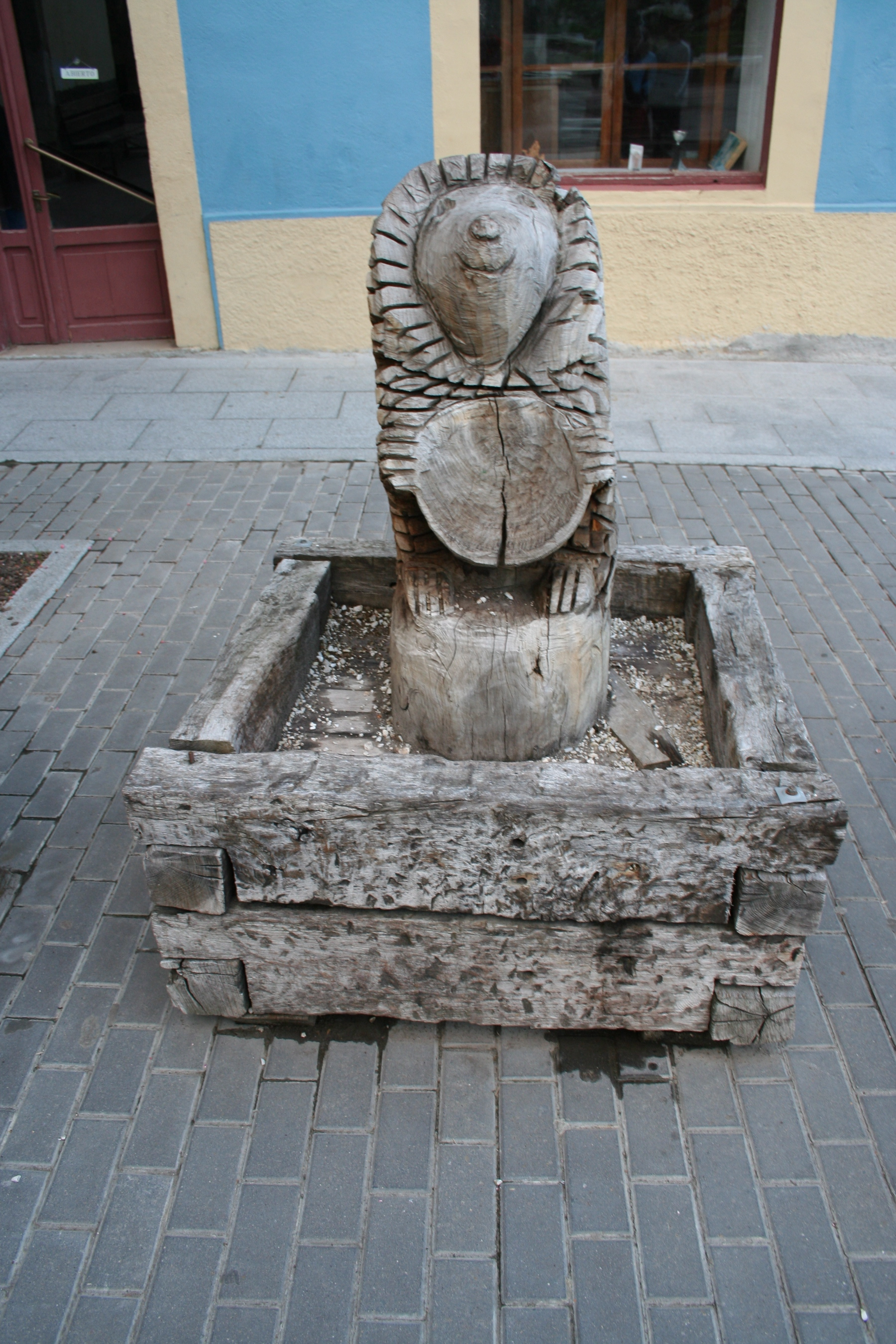
Mascota del museo del oro.

Finalmente, llegamos al área del oro de Navelgas. En esta zona se nos muestra la importancia del oro, las explotaciones, la importancia que ha tenido para los lugareños esta industria y las diferentes formas de extracción que han existido en la zona, desde la antigua forma romana hasta el bateo. 

El bateo merece especial atención, pues todavía hoy en día se practica como deporte, habiendo diferentes campeonatos. — Sistema de explotación romana: Distintos elementos y útiles utilizados por los romanos para la extracción del oro. Cuando terminemos de visualizar el multimedia, saldremos del ámbito dirigiéndonos hacia el distribuidor central del edificio, donde se amplía la explicación de los sistemas de explotación romanos a través de réplicas de los útiles empleados por los romanos en la extracción del oro. En esta parte se nos muestra el proceso de bateo, accesorios y diferentes trofeos.

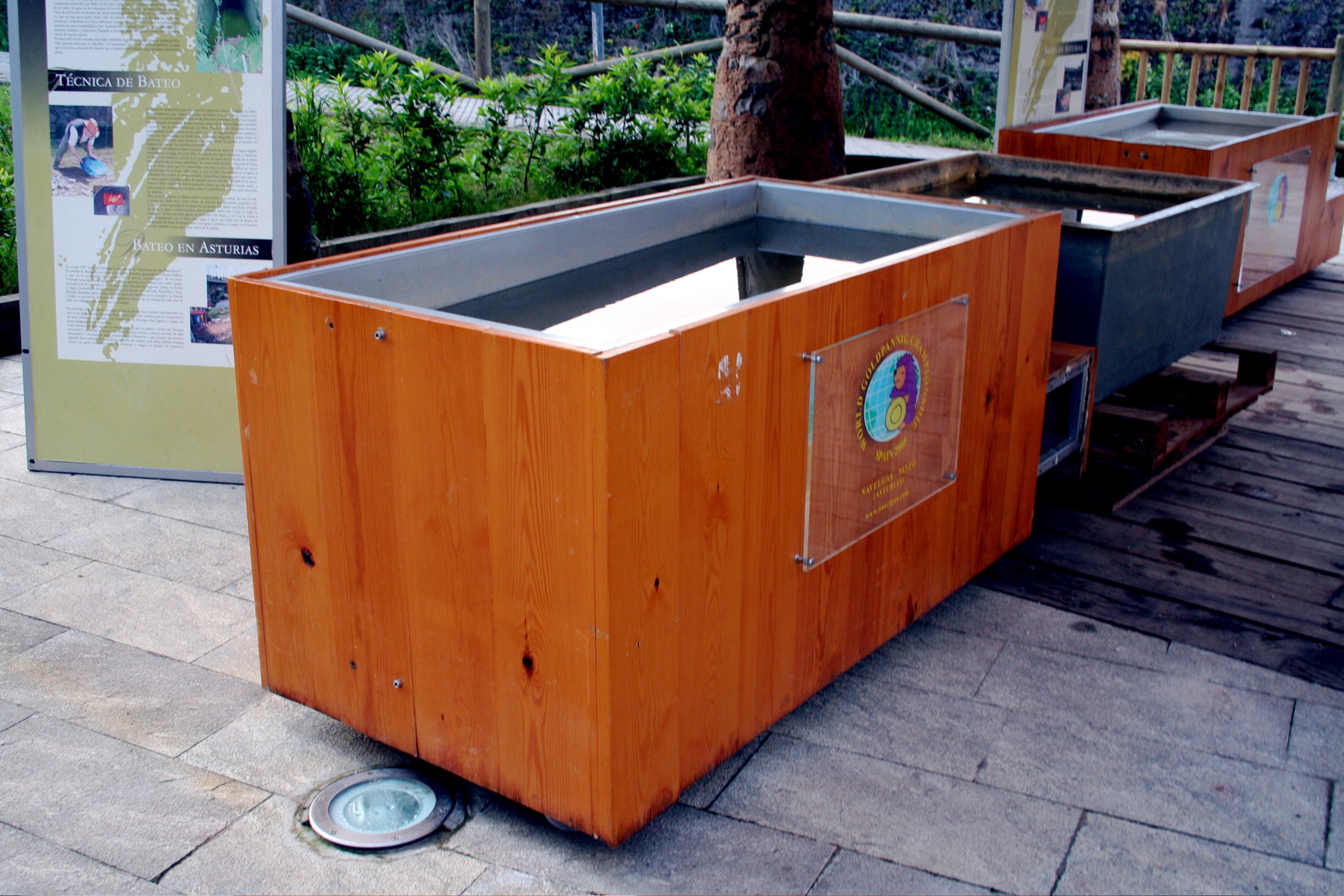
Balsas para el bateo del oro en el museo.